# Pharita
帕丽塔·布恩帕迪塔維約（皇家轉寫：Pharita Boonpakdeethaveeyod，2005年8月26日—），藝名為Pharita。為一名泰國籍在韓國發展的女歌手，現為YG娛樂旗下女子組合BABYMONSTER成員。

## 演藝生涯
Pharira從小在鑾魯迪國際學校（โรงเรียนนานาชาติร่วมฤดี）學習，會說泰語、韓語、英語等三種語言，也同時就讀SCA音樂與表演藝術學院（Superstar College of Arts）。她的夢想是成為YG娛樂的藝人，並在BABYMONSTER“LAST EVALUATION”上自我介紹：「我從3600公里之外的泰國來到韓國，懷著成為YG藝人的夢想，我珍貴的夢想和希望就是出道並登上舞台。」
從小即擔任模特，並獲得許多獎項，如2018年泰國妙齡小姐的Miss Popular Vote、Talent Kids & Teen 2018、Asia Junior Fashion Runway 2018、2019年中國國際時裝秀銀牌與韓國IDO WORLD DANCE CUPS街舞少年冠軍等。
2019年底，Pharita成為YG娛樂的練習生，並在兩年多的時間裡不斷練習和增進自己的舞蹈實力， 也多次被指導老師大讚擁有聲樂的天賦以及運用自己高音的能力。
2023年2月1日，YG娛樂發布了Pharita的現場表演影片，且宣布她是第五位新女團BABYMONSTER的成員。
2023年2月12日，YG娛樂在BABYMONSTER的官方YouTube頻道發布了Pharita的個人介紹短片。11月13日，發布了Pharita的視覺預告。
2023年11月26日，Pharita在女子組合BABYMONSTER正式出道，並發行首張單曲〈BATTER UP〉。

## 音樂作品

### 其他影音
| 日期          | 頻道        | 名稱                        | 備註                           |
| 2023年2月1日  | BABYMONSTER | 翻唱：What Other People Say | 原唱：Sam Fischer, Demi Lovato |
| 2023年4月7日  | BABYMONSTER | 翻唱：All Of Me             | 原唱：約翰·傳奇                |
| 2023年3月17日 | BABYMONSTER | 翻唱：Gone                  | 原唱：Rosé\|}                  |